# Marta González Vázquez
Marta González Vázquez (Santiago de Compostela, 25 de enero de 1965) es una historiadora y política española, diputada de las Cortes Generales por La Coruña durante la X, XI, XII, XIII, XIV y XV legislaturas.Actualmente es la Vicepresidenta Cuarta de la Mesa del Congreso de los Diputados.
Fue vicesecretaria general de Comunicación del Partido Popular hasta julio de 2019.

## Biografía
Licenciada en Historia por la Universidad de Santiago de Compostela (1987) y doctora por la misma universidad (1994) en la especialidad de Historia Medieval. En 1992 comenzó a trabajar como documentalista para el Grupo de Empresas Sargadelos hasta que en 1996 empezó a impartir clases de historia medieval en la Universidad de La Coruña. En 1998 accedió a un puesto como secretaria ejecutiva del Grupo Compostela de Universidades, en el que permaneció hasta 2003, cuando se incorporó a la Junta de Galicia como directora general del Servicio Gallego de Igualdad. Tras las elecciones de 2005 volvió a la empresa privada como consultora y tras las elecciones de 2009 regresó a la Junta de Galicia como Secretaria General del Servicio Gallego de Igualdad.
En 2011 abandonó ese cargo para incorporarse a las listas del Partido Popular en las elecciones al Congreso de los Diputados, siendo elegida diputada por La Coruña. Ese año también formó parte de la candidatura del Partido Popular al Ayuntamiento de Santiago de Compostela, siendo entre 2014 y 2015 concejala. Tanto en 2015 como en 2016 volvió a resultar elegida diputada por La Coruña.Fue portavoz adjunta del Grupo parlamentario popular en el Congreso de los Diputados en la XII legislatura.
El 27 de julio de 2018 se integró en la nueva ejecutiva del PP, liderada por Pablo Casado, como vicesecretaria general de Comunicación. Un año después fue sustituida por Pablo Montesinos.Fue reelegida diputada por La Coruña en las dos elecciones de 2019 y en las del 23 de julio de 2023.

## Actualidad
Durante la actual legislatura es la Vicepresidenta Cuarta del Congreso de los Diputados.
También es vocal de la Comisión de Asuntos Exteriores, de la de Cultura y de la Comisión de seguimiento y evaluación de los acuerdos del Pacto de Estado en materia de Violencia de Género, así como Secretaria Segunda de la Diputación Permanente y miembro titular de la Delegación española en la Asamblea de la Unión Interparlamentaria (UIP).

## Obras
- El arzobispo de Santiago: una instancia de poder en la Edad Media (1996)
- Las mujeres de la Edad Media y el Camino de Santiago (2000)
- Inés de Castro (2003)
- Historia de la ciudad de Santiago de Compostela. Coordinada por Ermelindo Portela Silva (2003). Capítulo V - "Lugar de culto y centro de cultura"
- Xoana De Castro (2005)
- La emperatriz Berenguela (2008)
- Guía ilustrada de la Catedral de Santiago. Ilustraciones de Joaquín González Dorao (2014)
- Guía ilustrada de las Iglesias de Santiago de Compostela. Ilustraciones de Joaquín González Dorao (2017)

## Cargos desempeñados
- Vicepresidenta cuarta del Congreso del los Diputados (2023-act.)
- Secretaria segunda del Congreso de los Diputados (2023-act.)
- Vocal de la Comisión de Asuntos Exteriores (2023-act.)
- Vocal de la Comisión de Cultura (2023-act.)
- Adscrita de la Comisión de Sanidad (2023-act.)
- Vicepresidenta cuarta de la Comisión de Reglamento (2023-act.)
- Vocal de la Comisión de seguimiento y evaluación de los acuerdos del Pacto de Estado en materia de Violencia de Género (2023-act.)
- Ponente Suplente de la Subcomisión para la renovación y actualización del Pacto de Estado en materia de violencia de género (154/3) (2024-act.)
- Miembro Suplente de la Delegación española en la Asamblea Parlamentaria del Consejo de Europa (2023-act.)
- Miembro Titular de la Delegación española en la Asamblea de la Unión Interparlamentaria (UIP) (2023-act.)
- Vocal suplente de la Diputación Permanente (2015-2016)
- Portavoz sustituta de la Junta de Portavoces (2015)
- Vocal de la Comisión de Asuntos Exteriores (2012)
- Vocal de la Comisión de Educación y Deporte (2012-2015)
- Vocal de la Comisión de Sanidad y Servicios Sociales (2015)
- Adscrita de la Comisión de Sanidad y Servicios Sociales (2013-2015)
- Vocal de la Comisión de Cultura (2012-2015)
- Vocal de la Comisión de Igualdad (2015)
- Portavoz de la Comisión de Igualdad (2012-2015)
- Vocal de la Comisión Mixta para la Unión Europea (2013-2015)
- Vocal de la Comisión Mixta de Control Parlamentario de la Corporación RTVE y sus Sociedades (2012-2015)
- Vocal de la Subcomisión Racionalización Horarios, Conciliación y Corresponsab. (2013-2015)
- Vocal suplente de la Subcomisión estudio trata seres humanos con fines explotación sexual (2015)
- Vocal de la Subcomisión estudio trata seres humanos con fines explotación sexual (2014-2015)
- Vocal suplente de la Subcomisión para abordar prob. violencia contra niños y niñas (2014-2015)
- Ponente de la Ponencia Proy. L. O. mod L. Enjuiciamiento Criminal (2014)
- Ponente de la Ponencia Prop. L. O. reforzar protección interrupc. embarazo (2015)